# بوابة (شبكات)

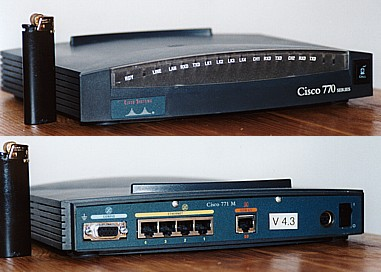

البوابة (بالإنجليزية: Gateway)‏ هي بمثابة موجه (router) يعمل كنقطة وصول (access point) للشبكات الأخرى.
وشبكة الحواسيب بمفهومها الفيزيائي هي عبارة عن مجموعة من الأجهزة الحاسوبية المترابطة التي يمكن أن تتبادل فيما بينها البيانات والموارد. ويكون لكل من هذه الشبكات بروتوكول يحدد عدد من القواعد والإشارات اللازمة كبروتوكول الإيثرنت (Ethernet) أو رمز الطوق (token ring).
كما ويمكن لكل الأجهزة الموصولة إلى شبكة واحدة ما إجراء الاتصال مع الشبكات المختلفة الأخرى، وغالبا ما تستخدم هذه الشبكات بروتوكولات مختلفة فمثلا أجهزة الكمبيوتر على شبكة واحدة قد لا تكون قادرة على التواصل مع أجهزة الكمبيوتر الموجودة في شبكة أخرى بسبب اختلاف البروتوكول المتبع في كلاهما. لذلك تم إيجاد جهاز مساعد أو عملية ما لترجمة البروتوكولات بين الشبكتين. هذا الجهاز أو هذه العملية يطلق عليها اسم: العبَارة.
وكمثال على استخدام العبارة يمكن أن نجده في شبكة الإنترنت فعمليا لا يتم فيها تبادل البيانات إلا باستخدام ما يسمى عبارة الإنترنت. والذي نعلمه أن عملية تبادل البيانات بين الحواسيب يتم بتقسيم هذه البيانات إلى كتل صغيرة تدعى الحزم (packets)، والتي يتم توجيهها عبر الشبكة من جهاز المصدر إلى الجهاز الوجهة… وهذا التوجيه يتم من عبَارات المصدر إلى العبارات الأخرى حتى يتم تسليمها في آخر المطاف إلى وجهتها النهائية.
والذي يحدث عمليا هو أن بوابة الإنترنت تنقل الحزم إلى شبكة الإنترنت وفي شبكة الإنترنت يوجد موجهات (routers) توجه هذه الحزم استنادا إلى العنوان المرسل إليه. فتسير هذه الحزم عبر سلسلة من الموجهات (routers)حتى تصل إلى الوجهة الأخيرة (عبَارة الإنترنت الأخرى).
في الآونة الأخيرة إن كافة المعدات والتقنيات المستخدمة في الاتصال تجري قدماً، فنرى اليوم الاتصالات الصوتية التي تتم من خلال شبكة اتصال ما، تكون فيها العبارات عناصر أساسية لا يمكن الاستغناء عنها، فهي التي تحقق الاتصالات متعددة الوسائط بين الأجهزة الطرفية المتصلة بشبكات غير المتجانسة (تستخدم بروتوكولات مختلفة). فالعبارات هي المكونات الرئيسية في بروتوكول الإنترنت (IP). والتخاطب عبر الـ (IP) يستخدم شبكة الإنترنت نفسها من أجل الاتصالات متعددة الأطراف والعبارات هي التي توفر ميزة الاتصال الهاتفي عبر الإنترنت من خلال جسر (bridge) بين الشبكة الهاتفية التقليدية والإنترنت.
ومن ناحية أخرى عبَارة شبكة ما هي كجدار حماية (firewall) فهي تعمل كمرشحات للحزم وتفصل الشبكات التي تخص ملكية بعض الشركات. وبالتالي يمكن توفير ضمانات هامة للأي شبكة متصلة بشبكة الإنترنت. فهذه العبارات تهيئ لتحقيق المهمة الأمنية وفقا لما تتطلبه بعض احتياجات الشركات الخاصة. ولا ننسى أن العبارة بتعريفها هي التي تستخدم عادة لربط الشبكة المحلية إلى الشبكة العامة. فمن خلال استخدام تقنيات شبكة ترجمة العناوين (NAT) يمكن للبوابة أن توفر هذا الجدار الأمني من خلال تزويد بعض الأجهزة بعناوين آي بي فريدة للوصول إلى شبكة الإنترنت. البوابة تستقبل الحزم من الأجهزة المتصلة بها وتقوم بتخزين عنوان الـ IP الخاص بها في IP Header وكذلك عنوان المنفذ الجديد في الـ UDP Header. وهذه الحزم التي تمر من العبارة الموافقة تتم عليها عملية فلترة سواء عند الدخول وعند الخروج (استقبال - إرسال).. ولا تكتفي العبارة بعملية الفلترة وإنما تقوم بإرسال الحزم الآمنة فقط مما يجعلها بمثابة جدار حماية وشبكة افتراضية خاصة (VPN).
والعبارة قد تكون مثبتة على جهاز مستقل لربط الأجهزة القريبة من بوابة الخدمات وتلك البعيدة... وتلعب البوابة دور الواجهة التخاطبية بين البروتوكولات المستخدمة في الشبكات المحلية والبروتوكولات المستخدمة في الشبكات العالمية (مثل TCP/IP). والعبارة تدير الأجهزة المتصلة بها كـ(Client)، وتجمع البيانات الخاصة بها، وتدعم المهام الأخرى ذات الصلة. من خلال الأجهزة العبارة أو الموجهات (routers) يستطيع مزودو خدمة الإنترنت (مقدمي خدمات الإنترنت ISP's) أو مقدمي شبكة المؤسسة أن يسمحوا لطائفة واسعة من المستخدمين أن يصلوا إلى شبكاتها وغيرها من الخدمات عبر الإنترنت..
والعبارة يمكن أن تتكون من أجهزة مثل مترجمات البروتوكولات، معدلات، وعوازل للخطأ، أو مترجمات إشارة ضرورية لتوفير نظام التشغيل البيني. والعبارة ترتبط بالموجه (router) فهو الذي يوجه حزم البيانات التي تصل عند البوابة، والـ (Switch) والذي يحدد الطريق من وإلى البوابة من أجل حزمة معينة.